# Mark Hebden
Mark L. Hebden (* 15. Februar 1958 in Leicester) ist ein englischer Schachspieler und Schachgroßmeister.

## Leben
Hebden war britischer Schnellschachmeister in den Jahren 1990, 1994, 2001, 2005, 2009 und 2013. Das Open in Cappelle-la-Grande gewann Hebden 1989, 1990, 1995 und 1997. Beim 9. Open in Neuchâtel erreichte er den dritten Platz gleichauf mit dem Sieger Tamas Gelaschwili. Beim Hastings-Schachturnier 2009/10 belegte er den vierten Platz punktgleich mit dem Sieger Andrei Istrățescu. Beim Bunratty International Chess Festival gewann er 2001 die offene Masters-Gruppe und 2013 das neben dem offenen Turnier als Rundenturnier ausgetragene Bunratty Classic, darüber hinaus siegte er 2006, 2012, 2014 und 2015 beim Kilkenny International Masters.

## Nationalmannschaft
Er spielte für England bei den Schacholympiaden 1998 und 2004 und den Mannschaftseuropameisterschaften 1983, 1989 und 2007.

## Vereine
In der britischen Four Nations Chess League spielte Hebden in der Saison 1993/94 für den Barbican Chess Club, in der Saison 1995/96 für Slough, von 1996 bis 1998 für die Midland Monarchs, von 1998 bis 2000 erneut für Slough, von 2000 bis 2002 für Beeson Gregory, in der Saison 2002/03 und von 2004 bis 2009 für Guildford A&DC, von 2009 bis 2011 für Pride and Prejudice, in der Saison 2011/12 für Cheddleton, seit 2012 spielt er erneut für Guildford A&DC. Er gewann die Four Nations Chess League 17 mal, nämlich 1996, 1997, 1998, 1999, 2000, 2001, 2002, 2007, 2008, 2011, 2013, 2014, 2015, 2016, 2017, 2018 und 2019. In der französischen Mannschaftsmeisterschaft spielte Hebden bis 2003 für Clichy-Echecs-92, in der deutschen Bundesliga war er in der Saison 1984/85 beim Hamburger SK im Hamburger SV gemeldet, blieb aber ohne Einsatz. Am European Club Cup nahm Hebden 1986 mit Streatham & Brixton London, 1993 mit dem Barbican Chess Club, 1996 mit Slough und 1999 mit Clichy-Echecs-92 teil.